# Mont-Saint-Guibert
Mont-Saint-Guibert (in vallone Mont-Sint-Gubiet) è un comune belga di 6 535 abitanti, situato nella provincia vallona del Brabante Vallone.
Prende il nome da un santo del Brabante, vissuto nel X secolo, fondatore del monastero di Gembloux: Saint Guibert.
All'interno del comune sono contenuti anche i villaggi di Corbais e Hévillers.Prima dell'acquisto di Stella Artois, il comune era la sede principale della produzione di birra della marca Leffe.